# Робітниче Селище (район)
Робітниче Селище (крим. Işçi qasaba) — віддалена частина міста Севастополя, в Балаклавському районі.
З 7 вересня 2023 року місцевість передана до Бахчисарайського району Автономної Республіки Крим, однак, вона досі не має статусу окремого населеного пункту.
Основні вулиці: Фіолентовське шосе, Кріпосне шоссе.